# Adewale Akinnuoye-Agbaje
Adewale Akinnuoye-Agbaje (phát âm /ˌædɨˈwɑːleɪ ˌækɨˈnuː.eɪ/ ⓘ; sinh ngày 22/08/1967) là một diễn viên người Anh, luật sư, và từng là người mẫu thời trang.

## Sự nghiệp
Akinnuoye-Agbaje's lần đầu tiên đứng trước máy quay trong Mary J. Blige "Love No Limit" vào năm 1993.

## Cuộc sống
Akinnuoye-Agbaje là một người theo Đạo Phật.
Anh bị bắt tại Honolulu, Hawaii ngày 2 tháng 9 năm 2006 do không tuân lệnh cảnh sát và đi xe máy không có bằng lái. Anh được thả sau 6 giờ với $500 tiền phạt.

## Phim tham gia
| Năm  | Phim                           | Vai             |
| ---- | ------------------------------ | --------------- |
| 1995 | Congo                          | Kahega          |
| 1995 | Delta of Venus                 | The Clairvoyant |
| 1995 | Ace Ventura: When Nature Calls | Hitu            |
| 1998 | Legionnaire                    | Luther          |
| 2001 | The Mummy Returns              | Lock-Nah        |
| 2001 | Lip Service                    | Sebastion       |
| 2002 | The Bourne Identity            | Nykwana Wombosi |
| 2004 | Unstoppable                    | Junod           |
| 2005 | Mistress of Spices             | Kwesi           |
| 2005 | On the One                     | Bull Sharky     |
| 2005 | Get Rich or Die Tryin'         | Majestic        |
| 2009 | G.I. Joe: The Rise of Cobra    | Heavy Duty      |

## Âm nhạc
- "Love No Limit" - Mary J. Blige
- "No No No" - Dawn Penn
- "I Want It All Night Long" - Heather Hunter
- "Giving Him Something He Can Feel" - En Vogue